# Calcuttas tunnelbana
Calcuttas tunnelbana var när den byggdes 1984 Indiens första. Den följdes 2004 av Delhis tunnelbana. Tunnelbanan drivs av Indiens järnvägar. Tunnelbanan går genom dessa hållplatser; börjande på Dum Dum (nära till Netaji Subhash Chandra Bose International Airport, Calcuttas flygplats) och går via Park Street och Maidan hela vägen till Tollygunge.
- Tollygunge
- Rabindra Sarobar
- Kaligahat
- Jatin Das Park
- Netaji Bhavan
- Rabindra Sadan
- Maidan
- Park Street
- Esplanade
- Chandni Chowk
- Central
- Mahatma Gandhi Road
- Girish Park
- Shova Bazar
- Shyam Bazar
- Belgachia
- Dum Dum

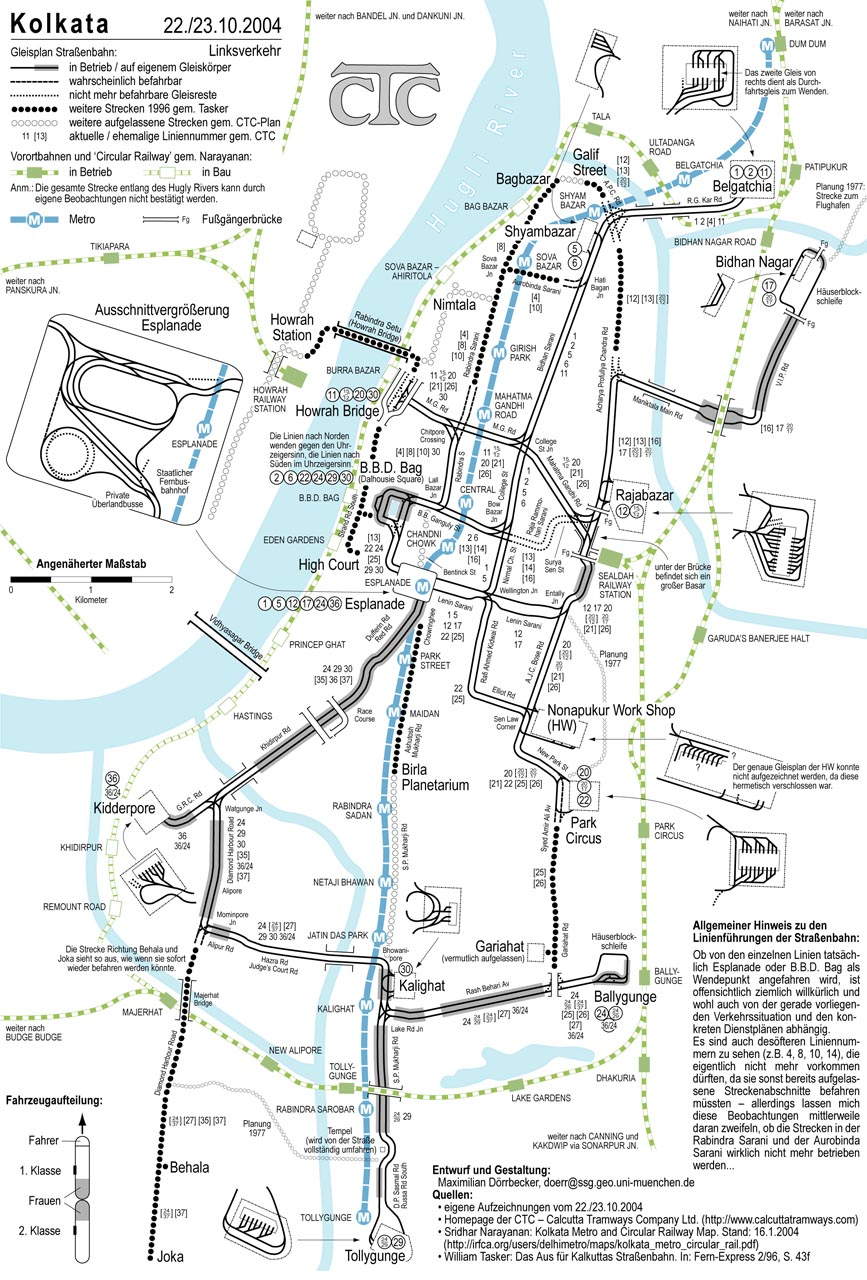

Det finns ett planerat förlängning: klart på 2007, som tunnelbanan sträcker sig till dessa stationer; till Garia i södra Calcutta.
- Tollygunge
- Kudghat
- Bansdroni
- Naktala
- Garia Bazaar
- Pranabnagar
- New Garia